# Elizabeth McGorian
Elizabeth McGorian (Zambia, 1959) es una bailarina zimbabuense, bailarina principal del Royal Ballet de Londres.
Aunque nació en Zambia, se crio y educó en Zimbabue. Inició sus estudios de ballet en la Escuela Mercia Hetherington en Zimbabue y, en 1976, fue aceptada para continuar sus estudios en The Royal Ballet Upper School. En 1977 ganó la medalla de oro en el Concurso Internacional de Ballet Adeline Genée y ese mismo año ingresó a la compañía como cuerpo de baile.
En 1991 fue ascendida a solista y en 1997 a bailarina principal de roles de carácter.